# Borstal Boy (film)
Borstal Boy è un film del 2000 diretto da Peter Sheridan.
Il film è basato sull'omonimo romanzo autobiografico del 1958 di Brendan Behan.
L'opera ha avuto una distribuzione limitata nelle sale cinematografiche il 1º marzo 2002.

## Trama
Nel 1941 un volontario dell'IRA di 16 anni, Brendan Behan, viene incaricato di far esplodere un edificio a Liverpool durante la seconda guerra mondiale. Ma la sua missione viene sventata quando viene arrestato, accusato e imprigionato a Borstal, un riformatorio per giovani detenuti nell'East Anglia, in Inghilterra. A Borstal Brendan è costretto a vivere faccia a faccia con quelli che considera i suoi nemici, un confronto che rivela un profondo conflitto interiore e che lo costringe a un autoesame che è allo stesso tempo traumatico e rivelatore. Gli eventi subiscono un'inaspettata svolta quando un altro ragazzo inglese si innamora di lui.

## Produzione
Il film ha avuto un budget di 100.000 dollari statunitensi.

## Accoglienza

### Incassi
L'opera ha complessivamente incassato 87.400 dollari americani.

### Critica
Sull'aggregatore di recensioni Rotten Tomatoes il film ha ricevuto il 45% di recensioni positive con un voto medio di 5,7/10. Su Metacritic il film ha ottenuto un voto di 47/100 basato su 21 critici.

## Riconoscimenti
- 2000 - L.A. Outfest
  - Vinto - premio del "Programming Committee"
- 2000 - Cleveland International Film Festival
  - Vinto - miglior film indipendente americano (Patrik-Ian Polk)
- 2002 - Film Independent Spirit Awards
  - Candidatura per il John Cassavetes Award
- 2002 - Black Reel Awards
  - Vinto - miglior attore indipendente (Rockmond Dunbar)
- 2003 - GLAAD Media Awards
  - Candidatura per il miglior film della piccola distribuzione